# Aeroklub Opolski
Aeroklub Opolski im. Lotników Powstania Warszawskiego – stowarzyszenie, członek Polskiego Związku Sportowego Aeroklubu Polskiego. Bazą aeroklubu jest lotnisko Opole-Polska Nowa Wieś.

## Historia
Aeroklub Opolski powstał 15 stycznia 1957 r., jego siedziba została zlokalizowana w Opolu. Jego członkowie w okresie PRL odnosili liczne sukcesy sportowe. W latach 1957–1967 Aeroklub zajmował trzecie miejsce w Polsce pod względem gęstości sieci modelarni, działających jako Koła Lotnicze Aeroklubu. Było to trzydzieści jeden funkcjonujących modelarni. W XXIV Mistrzostwach Polski Modeli Latających rozegranych w 1959 r. w Krośnie Bruno Hasse zajął pierwsze miejsce. Na zawodach rozegranych rok później w Gnieźnie również zwyciężył Bruno Hasse. Aeroklub uzyskał patronat Huty Małapanew w Ozimku i Śląskich Zakładów Przemysłu Skórzanego "Otmęt" w Krapkowicach.
W 1966 r. Jerzy Markiewicz zwyciężył w Ogólnopolskich Zawodach Wodnosamolotów w klasie F1B. W 1970 r. załoga Józef Krzywda i Jerzy Przystajko zdobyła drugie miejsce w Locie Południowo-Zachodniej Polski im. Franciszka Żwirki. W 1973 r., podczas XXXVIII Mistrzostw Polski Modeli Latających, Zbigniew Jurek zdobył trzecie miejsce w klasie F-4A (makiety latające na uwięzi). W 1976 r. Jerzy Adamiec zwyciężył podczas Zawodów Modeli Redukcyjno-Latających na Uwięzi w Łodzi.
W 1984 r. w Lesznie Zbigniew Kunas został szybowcowym Mistrzem Polski Juniorów w klasie klub, a Adam Krasnodębski zdobył na tych zawodach mistrzostwo w klasie standard. 16 września 1984 r. na lotnisku Aeroklubu doszło do największej katastrofy lotniczej w dziejach Opolszczyzny. Podczas startu rozbił się przeciążony samolot An-2. W katastrofie zginęło 12 osób, 14 innych zostało rannych. Ówczesny prezes Aeroklubu, Zdzisław Filingier, ufundował tablicę upamiętniającą ofiary tego zdarzenia.
W 1985 r., w Mistrzostwach Modeli na Uwięzi, Krzysztof Góral zajął pierwsze miejsce w klasie F4B/S. Rok później powtórzył swój sukces. W 1992 r. na Mistrzostwach Polski modeli halowych Dawid Kliszewski zdobył trzecie miejsce w klasie F1G. Na tychs amych Mistrzostwach Adam Soczówka zdobył również trzecie miejsce w klasie F1A.
W 1993 r. powstała filia Aeroklubu zlokalizowana w Brzegu. Aeroklub został włączony do Okręgu Sportowego Aeroklubu Polskiego nr 6 (wspólnie z Aeroklubem Jeleniogórskim, Wrocławskim, Zagłębia Miedziowego oraz Ziemi Wałbrzyskiej).
Obecnie w skład Aeroklubu wchodzą sekcje: 
- spadochronowa,
- szybowcowa,
- samolotowa,
- paralotniowa.

W ramach swej działalności Aeroklub zajmuje się prowadzeniem szkolenia podstawowego i doskonalącego spadochronowego, szybowcowego oraz samolotowego. Ponadto zajmuje się organizowaniem skoków spadochronowych i organizacją imprez plenerowych. 